# Surulere
Surulere é uma área residencial e commercial, e uma Área de governo local localizada no Lagos Continental em Lagos (estado), Nigéria, com uma área de 23 km². É parte de Lagos metropolitana, No último censo do ano 2006, havia 502.865 habitantes, com uma densidade populacional de 21.864 habitantes por quilómetro quadrado.
O Estádio Nacional de Lagos (capacidade 60.000) foi construído em 1972 para o Jogos Pan-Africanos de 1973. O estádio foi autorizado a se tornar cada vez mais dilapidado desde 2002.
No entanto, em preparação para o Sub-17 Copa do Mundo de 2009 as instalações foram melhoradas, e o evento começou com sucesso em outubro de 2009.
Surulere é um local de produção de filmes de Nollywood.